# 빅토르 오놉코
빅토르 사벨리예비치 오놉코(러시아어: Виктор Савельевич Онопко, Viktor Savelyevich Onopko, 1969년 10월 14일, 우크라이나 SSR 보로실로프그라드 ~ )는 러시아의 은퇴한 축구 선수로, 포지션은 센터백이었다. 오놉코는 2009년부터 CSKA 모스크바의 코치로 일하고 있다.

## 클럽
오놉코는 1988년 선수 생활을 시작해, 샤흐타르 도네츠크, 스파르타크 모스크바, 레알 오비에도, 라요 바예카노, 알라니야 블라디캅카스, 사투른 라멘스코예에서 선수 생활을 하였다. 사투른 라멘스코예에서 선수 생활을 마치고, 2009년부터 축구 지도자의 길을 걷고 있다.

## 국가대표팀
1992년 독립국가연합 대표팀에 발탁되면서, 그 해 유로 92 대회에 출전했으며, 우크라이나 출신이지만 러시아 대표팀을 선택해 1994년 FIFA 월드컵, UEFA 유로 1996, 2002년 FIFA 월드컵에서 활약하였다. 특히 유로 96 대회와 2002 월드컵 대회에서는 팀의 주장으로 출전했었다. 유로 2004에는 부상으로 출전하지 못했으며, 1992년부터 2004년까지 러시아 대표팀에서 총 109경기에 출장해 7골을 넣었다.

## 경력
독립국가연합
- UEFA 유로 1992 국가대표

 러시아
- 1994년 FIFA 월드컵 국가대표
- UEFA 유로 1996 국가대표
- 2002년 FIFA 월드컵 국가대표

## 수상
스파르타크 모스크바
- 소비에트 컵 : 1992
- 러시아 프리미어리그 : 1992, 1993, 1994
- 러시아 컵 : 1993-94

개인
- 러시아 올해의 선수상 (Sport-Express) : 1993
- 러시아 올해의 선수상 (Futbol) : 1992, 1993

## 같이 보기
- A매치 100경기 이상 출전한 축구 선수 명단